# 라콤 루시앙
《라콤 루시앙》(프랑스어: Lacombe, Lucien)은 1974년 개봉한 프랑스의 전쟁 드라마 영화이다. 루이 말이 감독과 공동각본을 맡았다. 1974 영국 아카데미상 작품상 수상작이다.

## 줄거리
1944년 6월, 연합군이 노르망디에서 독일군과 싸우는 동안, 17세 시골 소년 뤼시앙 라콤은 레지스탕스에 가입하려 한다. 지역 레지스탕스 지도자인 마을 학교 교사는 나이를 이유로 그를 거절한다. 뤼시앙은 자전거를 타고 일하는 마을로 돌아가다가 게슈타포의 프랑스 보조 기관인 Carlingue의 본부인 호텔을 우연히 발견하고 구금된다. 술에 취한 채 그는 교사를 배신하고, 교사는 끌려와 고문을 당한다. 뤼시앙이 유용할 수 있음을 본 Carlingue는 그를 자신들의 무법적인 갈취와 테러 정권에 모집한다.
그는 새로운 힘과 지위를 즐기지만, 파리를 떠나 중립국인 스페인으로 안전하게 국경을 넘으려 하는 재봉사인 아버지 알베르트와 친할머니 벨라와 함께 은둔하여 사는 아름다운 프랑스 태생의 유대인 소녀 프랑스 혼과 사랑에 빠진다. 그들의 세련됨은 뤼시앙의 무례한 성격과 교육 부족과는 대조된다. 자신을 강제로 소녀와의 관계로 밀어 넣으면서, 뤼시앙은 그의 상사들이 목표로 삼는 바로 그 사람들을 보호하게 된다. 그는 연합군이 승리하고 있으며, 부역자로서 죽임을 당할 것이라는 경고를 받는다.
알베르트는 딸과의 관계에 대해 남자 대 남자로 이야기하기 위해 뤼시앙을 만나러 Carlingue 본부로 가지만, Carlingue의 우두머리에게 구금되어 독일군에게 넘겨진다. 레지스탕스 대원들이 호텔을 공격한 후, 마을 주민들은 보복으로 붙잡힌다. 뤼시앙과 독일 군인은 프랑스와 벨라를 체포하지만 뤼시앙은 군인을 죽이기로 결심한다. 그는 차를 타고 여자들을 스페인으로 데려가지만 차량이 고장 나고, 그들은 외딴 버려진 농가에서 피난처를 찾을 때까지 걸어간다.
글의 에필로그에는 뤼시앙 라콤이 1944년 10월 12일 체포되어 레지스탕스 군사 재판소에서 재판을 받고 사형을 선고받아 처형되었다고 명시되어 있다.

## 출연

### 주연
- 피에르 블라이즈
- 오로르 클레망

### 조연
- 홀거 뢰베나들러
- 테레즈 기헤시
- 루미 이아코베스코
- 장 루게리
- 재클린 스타웁
- 아브 닌치

## 기타
- 의상: 코린느 조리